# Conard Peak
Conard Peak är en bergstopp i Antarktis. Den ligger i Östantarktis. Nya Zeeland gör anspråk på området. Toppen på Conard Peak är 2 231 meter över havet, eller 216 meter över den omgivande terrängen. Bredden vid basen är 1,6 km.
Terrängen runt Conard Peak är kuperad åt sydost, men åt nordväst är den bergig. Trakten är obefolkad. Det finns inga samhällen i närheten. 